# Никандров, Григорий Алексеевич
Григорий Алексеевич Никандров (1 января 1950, Алтайский край, РСФСР — 23 ноября 2015, Адлер, Краснодарский край, Российская Федерация) — российский государственный деятель, полномочный представитель президента Российской Федерации в Амурской области (1993—1996).

## Биография
Окончил экономические факультеты Благовещенского сельскохозяйственного института и Дальневосточного института советской торговли.
Участник боёв на острове Даманский в 1969 г. Работал на строительстве Байкало-Амурской магистрали главным экономистом, директором монтажной организации; был генеральным директором производственного машиностроительного объединения «Амурагромаш». Когда он возглавил предприятие, оно занимало предпоследнее, 575-е, место в рейтинге заводов сельскохозяйственного машиностроения России, уже через год переместилось на второе место по росту производительности, а ещё через год — на первое, завоевав переходящее красное знамя своего министерства.
В 1991—1993 гг. — заместитель главы Администрации Амурской области, курировал вопросы торговли, бытового обслуживания и внешнеэкономической деятельности. В этот период объём внешней торговли в области за год возрос на 380 процентов. В 1993—1996 гг. — полномочный представитель президента Российской Федерации в Амурской области. Находясь в должности представителя Президента, вступил в конфликт с возглавлявшими областную администрацию В. Полевановым (1993—1994) и В. Дьяченко (1994—1996), обвинял их в развале экономики области и в коррупции. В свою очередь В. Полеванов обращался к президенту с просьбой упразднить должность полномочного представителя в области. После нападения на Никандрова в октябре 1995 г. В. Дьяченко обратился к Б. Ельцину с письмом, в котором инцидент был представлен как опасное (со стрельбой по окнам граждан) хулиганство Никандрова. 10 февраля 1996 г. Никандров был освобождён от должности представителя Президента.
В октябре 1996 г. неудачно баллотировался на пост главы администрации г. Благовещенска.
Затем работал заместителем мэра Владивостока Виктора Черепкова, курировал сферу экономики города. Вернувшись в Амурскую область, вновь возглавил «Амурагромаш».
С декабря 2008 по декабрь 2009 г. занимал пост министра природных ресурсов Амурской области.

## Награды и звания
Награжден медалью «За воинскую доблесть».